# Culeolus anonymus
Culeolus anonymus is een zakpijpensoort uit de familie van de Pyuridae. De wetenschappelijke naam van de soort is voor het eerst geldig gepubliceerd in 1976 door Monniot & Monniot.